# Gap direct et gap indirect
En physique des semi-conducteurs, on appelle gap la largeur de la bande interdite, laquelle est l'intervalle d'énergies situé entre l'état de plus basse énergie de la bande de conduction et l'état de plus haute énergie de la bande de valence. On parle de gap direct lorsque ces deux extremums correspondent au même quasi-moment, et de gap indirect lorsque la différence entre les vecteurs d'onde de ces deux extremums est non nulle. Les matériaux à gap direct et ceux à gap indirect se comportent très différemment du point de vue optoélectronique car les porteurs de charge des matériaux à gap direct peuvent passer d'une bande à l'autre en échangeant simplement un photon, dont la quantité de mouvement est négligeable à ces niveaux d'énergie, tandis que les porteurs des matériaux à gap indirect doivent interagir à la fois avec un photon et avec un phonon afin de modifier leur vecteur d'onde, ce qui rend la transition bien moins probable. Un certain nombre de semi-conducteurs III-V sont à gap direct, comme l'arséniure de gallium GaAs et l'arséniure d'indium InAs, tandis que d'autres sont à gap indirect, comme l'antimoniure d'aluminium AlSb ; le silicium et le germanium sont également des semi-conducteurs à gap indirect.

Semiconducteur à gap direct.
Semiconducteur à gap indirect.

## Application en optoélectronique

Structure de bandes de matériaux semi-conducteurs calculés par la méthode de l'.

Les interactions entre électrons, trous, photons et phonons se font toujours à quasi-moment constant afin de conserver le vecteur d'onde total. La quantité de mouvement d'un photon d'énergie correspondant à la bande interdite d'un semiconducteur est négligeable par rapport à celle des porteurs et des phonons, de sorte que l'échange d'un photon avec un porteur modifie le niveau d'énergie de ce porteur mais ne modifie quasiment pas son vecteur d'onde. C'est la raison pour laquelle les matériaux semiconducteurs à gap direct sont privilégiés pour réaliser des diodes électroluminescentes et des diodes laser : la recombinaison radiative des électrons et des trous peut se faire à travers la bande interdite par simple émission de photons sans nécessiter d'interaction supplémentaire avec des phonons du réseau cristallin, qui rendraient la transition bien moins probable ; la recombinaison radiative des porteurs est bien plus lente dans les matériaux semiconducteurs à gap indirect. 
L'absorption de photons par des semi-conducteurs est le processus réciproque de la recombinaison radiative. Des photons pourvus d'une énergie proche de celle de la bande interdite pénètrent plus profondément dans un semi-conducteur à gap indirect que dans un semi-conducteur à gap direct car leur absorption dans les premiers requiert l'intervention concomitante d'un phonon pourvu de la quantité de mouvement adéquate pour permettre la transition d'un électron de la bande de valence vers la bande de conduction avec un photon de cette énergie. Ceci a son importance pour la conception des cellules photovoltaïques, souvent réalisées en silicium pour des raisons de coût, et dont l'épaisseur est nécessairement d'au moins plusieurs centaines de micromètres afin d'absorber l'essentiel du rayonnement incident, notamment dans l'infrarouge. Les cellules photovoltaïques à couches minces, en revanche, sont réalisées avec des semi-conducteurs à gap direct tels que le tellurure de cadmium CdTe,, le CIGS, CuInxGa1-xSe2 et le CZTS, Cu2ZnSnS4, qui permettent de concevoir des composants avec des couches actives de moins d'un micromètre d'épaisseur.